# Some & Any
Some & Any war ein deutsch-schweizerisches Pop-Duo, das nach einer Telefonabstimmung als Sieger aus der achten deutschen Popstars-Staffel hervorging. Mitglieder der Band waren Leonardo „Leo“ Ritzmann aus Hinwil und Vanessa Meisinger aus Lauf an der Pegnitz. Nach nur etwa sechsmonatigem Bestehen gab die Band ihre Trennung bekannt.

## Geschichte
Die achte Popstars-Staffel, in der erstmals ein Duo gesucht wurde, stand unter dem Motto Du & Ich. Die Castings fanden in den deutschen Städten München, Stuttgart, Düsseldorf und Berlin statt. Insgesamt bewarben sich 5.211 Kandidaten. Vorab suchte der Moderator Oliver Petszokat bei einer bundesweiten Scouting-Tour in Diskotheken nach Talenten. Die Ausstrahlung startete am 20. August 2009. In der Jury saßen neben Detlef Soost noch die Sängerin und Songwriterin Michelle Leonard und der bereits in der zweiten Staffel aktive Juror Alex Christensen. In der Bewährungsshow in Stuttgart kämpften 34 Teilnehmer um den Einzug in den Popstars-Workshop. 25 Kandidaten flogen schließlich zum Workshop nach Las Vegas. 15 Kandidaten schafften den Einzug in die Bandphase in New York. Hier wurden mehrere kleinere Castings für Gesangsauftritte und Aufnahmen durchgeführt. Die Kandidaten, die sich siegreich um einen solchen Job bewarben, kamen automatisch eine Runde weiter. Dadurch traten Ritzmann und Meisinger auch zusammen mit der Gruppe Culcha Candela auf. Gemeinsam wurde der Culcha-Candela-Song Monsta live aufgeführt, später folgte auch eine „New York Popstars“-Edition der Single. In der letzten Bandhaus-Woche wurden die letzten zwölf Kandidaten von der Jury in endgültige Duos eingeteilt. Fünf Duos schafften es in die Finalphase, die wieder in Deutschland stattfand.
Erstmals veranstaltete ProSieben zwei Live-Sendungen, die in der Arena Oberhausen stattfanden und von Charlotte Engelhardt und Giovanni Zarrella moderiert wurden. Die von ProSieben als Halbfinale bezeichnete erste Liveshow fand am 8. Dezember statt und stand unter dem Motto „Popstars meets Disney“. Den letzten drei Duos standen dabei der Sänger der Band Stanfour, Konstantin Rethwisch, Roger Cicero und Cassandra Steen als Paten zur Seite. Ritzmann und Meisinger wurden von Roger Cicero unterstützt, der mit ihnen You'll Be In My Heart aus dem Film Tarzan sang. 
Im Finale am 10. Dezember wurde Some & Any als Name des Duos bekanntgegeben. Im Finale erhielten Ritzmann und Meisinger Unterstützung von Rihanna bei der Interpretation ihres Songs Umbrella. Als Sieger der Staffel gingen schließlich Vanessa Meisinger und Leonardo Ritzmann hervor.
Am Tag nach dem Popstars-Finale erschien am 11. Dezember 2009 mit Last Man Standing die erste Single, am 18. Dezember 2009 folgte das mit First Shot betitelte erste Studioalbum. Some & Any waren die ersten Popstars-Gewinner, die mit ihrem Debütalbum nicht in die Top 10 der deutschen Albumcharts eingestiegen sind. Das Album landete auf Platz 47. Die Debütsingle stieg auf Platz 16 der deutschen Singlecharts ein. Im Juni 2010 gab das Duo bei ihrem letzten gemeinsamen Live-Auftritt bei den Gerry-Weber-Open die Auflösung des Duos bekannt.

## Mitglieder

### Vanessa Meisinger

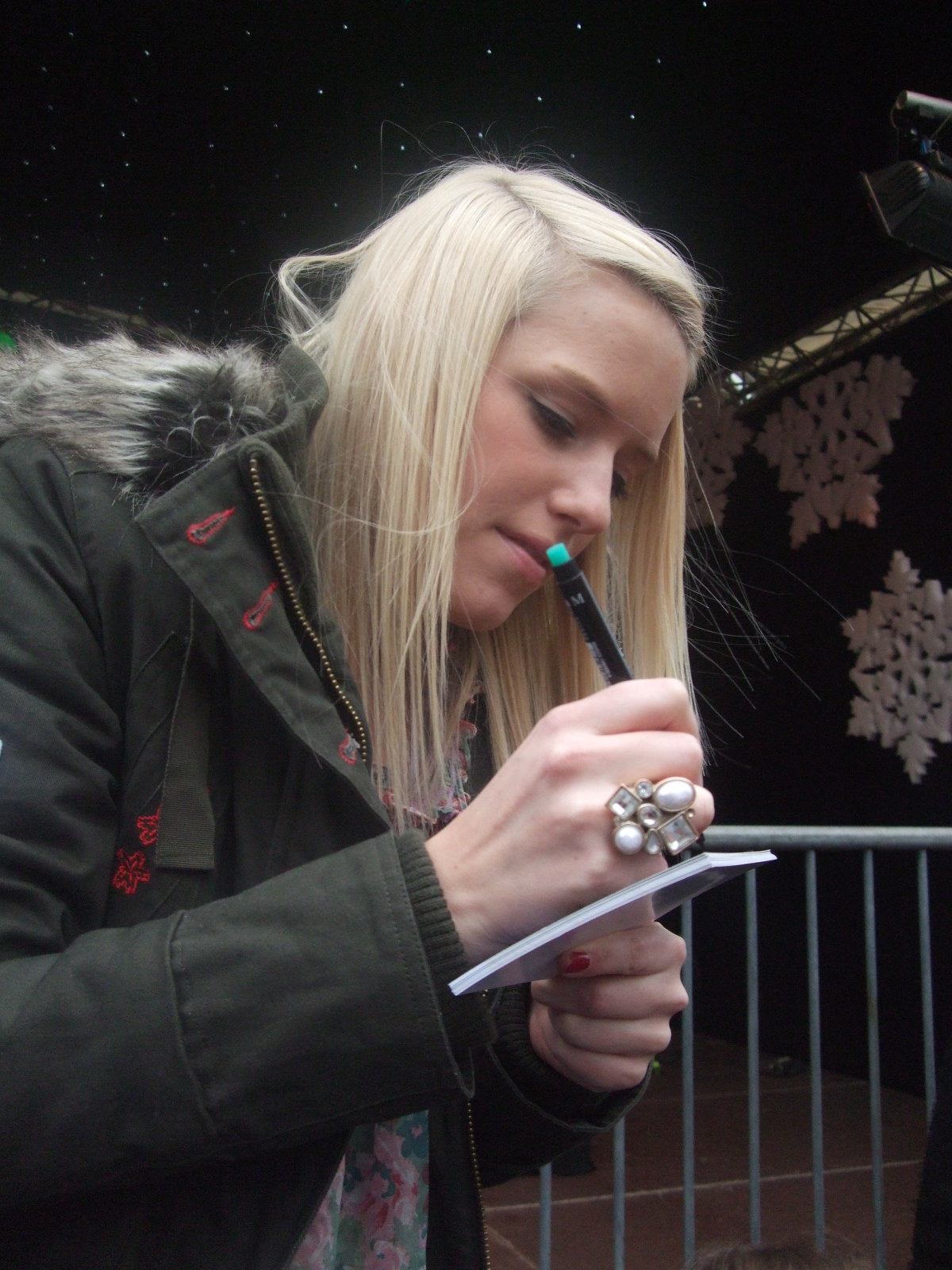
Vanessa Meisinger

Vanessa Meisinger (* 30. Juli 1991) begann in ihrer Grundschulzeit mit Singen und Querflötespielen. Mit 14 Jahren entdeckte sie ihre Leidenschaft für Streetdance. Im Jahr 2008 hatte sie schon einmal bei einem Popstars-Casting teilgenommen, stieg jedoch im Recall aus, da ihr die weiteren Castings zu weit von ihrem Heimatort Lauf entfernt waren. 2009 bewarb sie sich erneut und schaffte es ins Duo Some & Any. Seit 2012 ist sie als Fernsehmoderatorin tätig.

### Leonardo „Leo“ Ritzmann

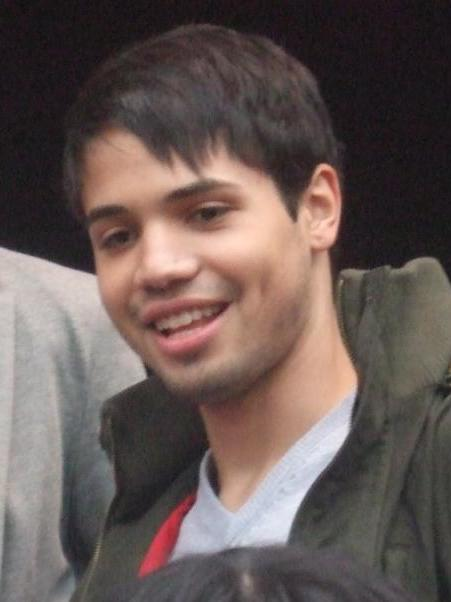
Leonardo Ritzmann

Leonardo „Leo“ Ritzmann (* 28. Juli 1989) sang mit sieben Jahren in einem Kinderchor und lernte kurz darauf Gitarre zu spielen. Der gebürtige Brasilianer machte eine Lehre als Detailhandelsfachmann. Ritzmann bewarb sich 2008 bei der Schweizer Castingshow MusicStar, wo er den sechsten Platz belegte. 2018 war er in der RTL-II-Sendung Chartbreaker zu sehen und schaffte es ins Finale.

## Diskografie
Album
- 2009: First Shot

Singles
- 2009: Last Man Standing

Weitere Veröffentlichungen
- 2009: Monsta - NYC Popstars Version (mit Culcha Candela)
- 2009: Rebelution (Gratis-Song Download zum Duft QS by s.Oliver)